# 新荣区
新荣区是山西省大同市的一个市辖区，位于大同市的西北部，是山西省的最北端。总面积1018平方公里，區人民政府駐新荣镇。
新荣区北靠长城与内蒙古自治区的丰镇市和凉城县交界，南接平城区、云冈区，东邻阳高县、大同县，西连左云县。

## 行政区划
新荣区下辖3个镇、4个乡：
新荣镇、古店镇、花园屯镇、破鲁堡乡、郭家窑乡、西村乡和堡子湾乡。

## 历史
1972年3月9日山西省革命委员会批准:撤销大同市新荣区,设立新荣县。1972年4月5日山西省革命委员会批准:撤销新荣县,设立大同市新荣区。
2018年2月9日，国务院批复大同市部分行政区划调整，将南郊区古店镇划归新荣区管辖。

## 人口
根据(山西省)大同市第七次全国人口普查公报显示：全区常住人口为88664人。

## 自然地理

### 地形
新荣区处在黄土丘陵区，全区地势由西北向东南倾斜。区内沟壑纵横，地表崎岖不平。有采凉山、马头山、雷公山、弥陀山等主要山脉。

### 水文
新荣区属于海河流域永定河水系。主要河流有4条：涓子河、淤泥河、饮马河和万泉河，皆为季节性河流。

### 矿藏
新荣区拥有全山西省最大的石墨矿床带 。

### 气候
新荣区属温带大陆性气候。春季干燥多风，夏季短而稍热，秋季凉爽，冬季长而寒冷，缺乏降雪。年平均气温约为5℃，年平均降水量为400毫米，水资源总量相对缺乏，为约14876万立方米。新荣区无霜期为100至125天，年平均日照时数为2821小时，是山西省光照最充足的地区之一 。
新荣区夏季多暴雨，山洪频繁。部分乡镇雹灾严重。

## 旅游资源
新荣区有1处全国重点文物保护单位和23处市级文物保护单位。
- 方山永固陵：全国重点文物保护单位。“魏陵烟雨”为“云中八景”之一。
- 长城：境内有内、外两条长城，外长城系明代所筑，或曰秦筑明修。
- 得胜堡：全国最大的边堡[8]。
- 采凉山：“采凉积雪”为“云中八景”之一。
- 宁静寺：为大同市保存较完整的辽代建筑之一，位于破鲁堡乡破鲁堡村。
- 太玄观：明代始建，清代重修，位于采凉山红石崖下。
- “边墙五堡”中的四堡：镇川堡、宏赐堡、镇虏堡、镇河堡。
- “塞外四堡”：镇羌堡、拒墙堡、拒门堡、助马堡。
- 马市遗址：在堡子湾乡得胜口及东胜庄乡助马堡西。得胜口的马市遗址是全国最大的马市遗址[8]。